# Rechenrad
Das Rechenrad ist ein analoges Rechenhilfsmittel zur mechanisch-optischen Durchführung der beiden Grundrechenarten Addition und Subtraktion im Anfangsunterricht Mathematik.
Kinder können von sich aus Mengen auffassen, beispielsweise können sie viel und wenig auseinanderhalten und mehr von weniger unterscheiden. Eine dargestellte Menge (von Punkten etwa) mit Hilfe einer arabischen Ziffer zu beschreiben, müssen sie lernen; desgleichen den Zahlbegriff selbst und die  Operationsmöglichkeiten „+“ und „−“, zunächst einmal von 0 bis 10. Die Schwierigkeit besteht darin, die jeweiligen, abstrakten mathematischen Begriffe für Kinder anschaulich werden zu lassen. 
Durch gegenläufiges Drehen der beiden Scheiben des Rechenrades soll das leicht möglich gemacht werden, weil gedanklich abstrakte Vorgänge mit ihm auf der sinnlichen Wahrnehmungsebene geschehen können. Mit der Drehbewegung verschwinden und erscheinen mathematische Sinngestalten. Hiermit soll eine Dimension kindlicher Welterkenntnis angesprochen werden. Die Zeichen (Zahlen) und die bezeichnete Wirklichkeit (Menge von Punkten) stehen in einem engen Verweisungszusammenhang zueinander und sollen beim Rechnen im tätigen Umgang aufeinander bezogen und auf diese Weise begriffen werden. Kinder können mit dem Rechenrad ihnen ungewohnte Strukturen erkunden, ohne ihre eigene Lebenswelt verlassen zu müssen, indem unmittelbare frühkindliche Erlebnisformen von da! und weg! aufgegriffen und sinnvoll weitergeführt werden. Zudem können Kinder die Mengensymbole des Rechenrades selbst bunt ausmalen, damit ihnen die Mengen und Zahlzugehörigkeit noch vertrauter werden können.